# Arroyo del Medio (Argentina)

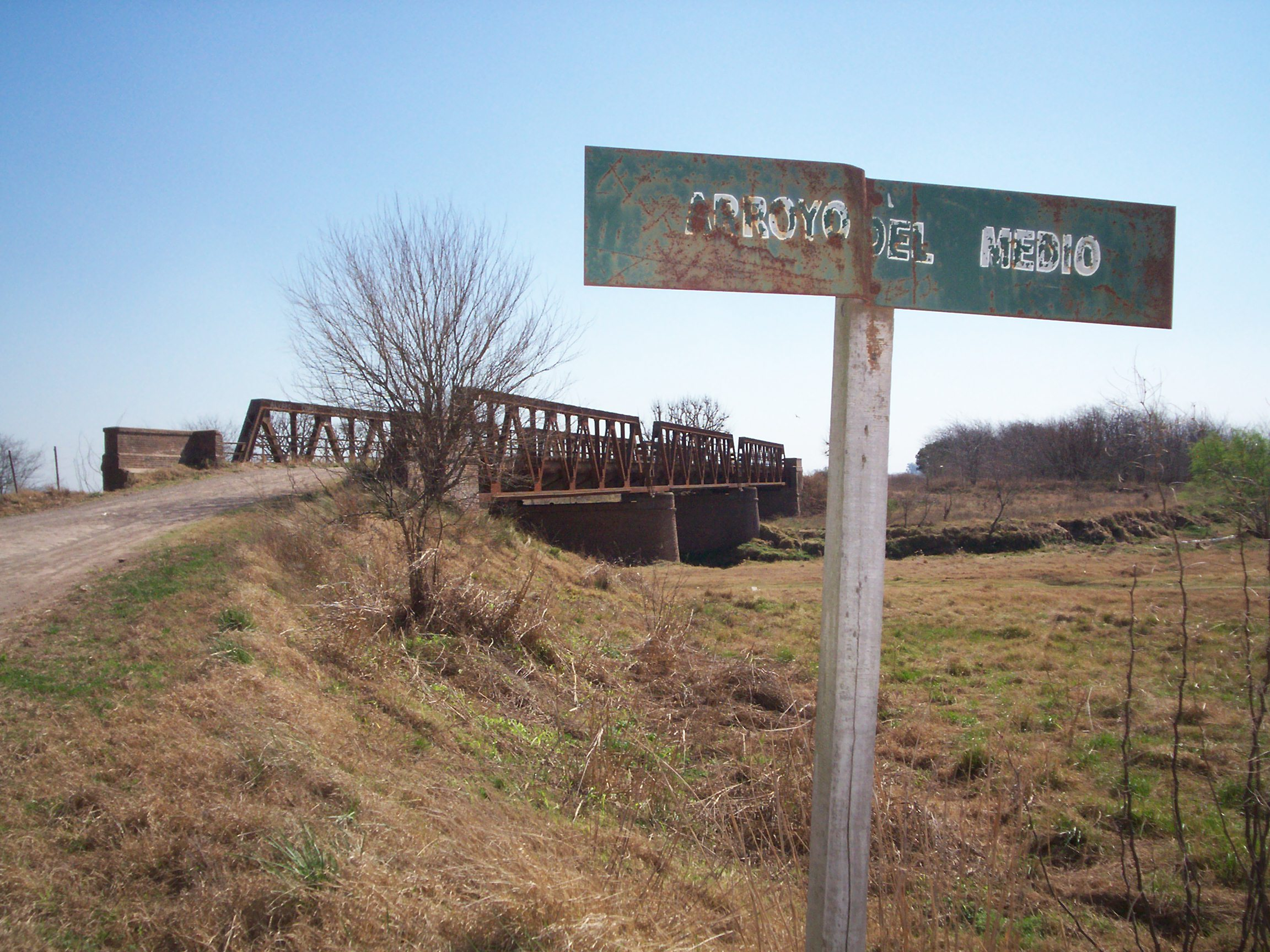
Puente de camino rural sobre el Arroyo del Medio.

El Arroyo del Medio es un accidente hidrográfico que sirve de límite entre las provincias argentinas de Santa Fe y la de Buenos Aires.
El Arroyo del Medio es un curso de agua relativamente pequeño. La cuenca hidrográfica comprende cerca de 3200 km². El arroyo desemboca en el río Paraná a la altura de la ciudad de San Nicolás de los Arroyos (provincia de Buenos Aires), y en la orilla oriental del departamento Constitución (provincia de Santa Fe).
El Arroyo del Medio es el curso más importante de agua del sur de la provincia de Santa Fe. El arroyo nace de lagunas en el partido de Colón: laguna Cañada de Gómez y laguna de Cardozo. Luego el arroyo recorre un largo trecho para desembocar al río Paraná por el canal El Yaguarón.
Por su importancia geoestratégica, fue denominado el «Rubicón argentino», recordando al río Piciatello o Fiumicino (del norte de Italia): que hacia el 50 a. C. ―en tiempos de Julio César― era el límite para los ejércitos romanos que habían estado en campaña en tierras «bárbaras» y que querían reingresar en la provincia romana de Italia gobernada por el Senado.
La primera denominación del arroyo fue Arroyo de Galoso, nombre que lo relaciona con los antiguos propietarios de extensos campos en la zona. Luego sería nombrado «arroyo Segundo», cuando la región del sur de Santa Fe y el norte de la provincia de Buenos Aires se conocían como el Pago de los Arroyos. Se le llamaba «Segundo» de acuerdo con su caudal, en orden de importancia: se llamaba «arroyo Tercero» al actual arroyo Pavón; «arroyo Segundo», al Arroyo del Medio y «arroyo Primero» al Ramallo.
Los Gobiernos zonales querían ponerle Arroyo del Medio al río que se encontrara a mitad de distancia entre la ciudad de Buenos Aires y la ciudad de Santa Fe. Eran las dos ciudades más importantes. Rosario aún no se había desarrollado.
La identificación consensuada definitiva del Arroyo del Medio fue ardua y tardó muchos años (tal ha ocurrido con la mayoría de los límites interprovinciales en Argentina) ya que los gobiernos instalados en Buenos Aires pretendían que el nombre de Arroyo del Medio recayera sobre el arroyo Tercero (el Pavón), que corre paralelo al norte (aguas arriba del río Paraná) del hoy llamado propiamente Arroyo del Medio.
Por contrapartida, el Gobierno de Santa Fe reclamaba todo lo opuesto: que el Arroyo del Medio era el arroyo Primero (el Ramallo), que corre paralelo al sur (aguas abajo del río Paraná) del actualmente llamado Arroyo del Medio. La zona en litigio fue llamada Pago de los Arroyos.
En el año 1800, el arroyo Segundo empezó a ser llamado Arroyo del Medio. Y recién a partir del Pacto de Benegas (1820) se llegó a un acuerdo para considerar que el Arroyo del Medio era el así consuetudinariamente llamado por la población gaucha que trajinaba las pistas entre Buenos Aires y Santa Fe.
El Arroyo del Medio a la altura de General Rojo era el paso obligado de los conquistadores españoles primero (siglo XVI) y de las tropas patriotas luego de 1810, dado que a en esa localidad se encontraba la posta famosa por la leyenda del tesoro del virrey de Rafael de Sobremonte y por las negociaciones llevadas a cabo entre Bartolomé Mitre y Justo José de Urquiza.
Junto al río Paraná, el Arroyo de los Chanchos y el arroyo Ramallo, el Arroyo del Medio contribuyó a que la zona se denomine Pago de los Arroyos.

## Divisoria de aguas
La cuenca superior nace por el oeste a cota 105 m, 2 km al oeste de la localidad Labordeboy, y con dirección nornoreste recorre 3,5 km hasta llegar a cota 103 m . Desde allí, y con dirección estenoreste, con una longitud de 11 km llega a cota 93,5 m, continúa con dirección ESE durante 3,5 km desde allí y con dirección SE durante 7,5 km hasta llegar a cota de 90 m en las proximidades de la localidad de Juncal; y, desde este punto hacia el este durante 6,5 km hasta cota 85 m al norte de la mencionada localidad siendo ese límite la separación entre la cuenca anexada y la propia del arroyo. Retomando el extremo occidental de la cuenca en sus nacientes con cota 105 m y siguiendo hacia el sudeste durante 12,5 km llegando a cota de 92,5 m, al este de la localidad de Hughes, luego con rumbo noreste al sur de la localidad de Wheelwright durante 10,5 km se llega a cota 87,5 m, desde allí con dirección sudeste durante 5 km cruzando una curva de nivel cerrada de 90 m llegando a cota 87,5 m nuevamente. En ese punto y con dirección noreste recorriendo ll km se llega a cota 82,5 km donde la divisoria se encuentra muy próxima al canal del Medio siendo la cuenca notoriamente asimétrica y cerrando allí la cuenca antrópica.

## Inundación del 2017
El día 16 de enero la localidad bonaerense de La Emilia, Partido de San Nicolás, afrontó una inundación mayor a la de 1966, pero inferior a las de fin de siglo XIX (que obligó a la empresa británica concesionaria del FCGBM a subir el alteo de la traza ferroviaria sobre el Arroyo del Medio, unos 4 m más). Dejó 6000 evacuados y un muerto.